# Duganella
Duganella ist eine Gattung von Bakterien. Die Arten haben einen positiven Einfluss auf Pflanzenwachstum. Des Weiteren produzieren sie das Violacein, welches von medizinischem Interesse ist.

## Merkmale
Die Zellen sind gerade oder leicht gekrümmt stäbchenförmig. Sporen werden nicht gebildet.
Je nach Art sind eine oder mehrere Flagellen vorhanden. Eine polar liegende, einzelne Flagelle ist z. B. bei Duganella zoogloeoides und D. fentianensis vorhanden, mehrere Flagellen besitzen z. B. Duganella aceris und D. rivi. Viele Arten zeigen optimales Wachstum bei neutralen pH-Werten, so z.b. D. ginsengisoli bei 7,0–7,5 und D. sacchari bei 7,0. Viele Arten tolerieren hierbei ein breites Spektrum an pH-Werten, z. B. zeigt D. phyllosphaerae Wachstum bei Werten von 4,0 - 9,5 (also von verhältnismäßig sauer bis basisch). Einige Arten können Nitrat nutzen, wie D. radicis und D. lactea. Viele Arten tolerieren relativ niedrige Temperaturen.
Der Gram-Test verläuft negativ. Einige Arten, wie Duganella zoogloeoides sind auf Sauerstoff angewiesen (aerob), andere Arten können auch Sauerstoffausschluss tolerieren, sie sind fakultativ anaerob. Die Ernährung ist heterotroph.

## Systematik
Die Typusart wurde 1968 aus Abwasser isoliert und zunächst als Zoogloea ramigera klassifiziert. Die Gattung Duganella wurde dann 1997 von Akira Hiraishi durch die Umbenennung von Zoogloea ramigera zu Duganella zoogloeoides aufgrund phylogenetischer Untersuchungen auf der Grundlage von 16S-rDNA Sequenzierungen aufgestellt. Die neue Gattung wurde nach dem amerikanischen Mikrobiologen P. R. Dugan benannt, der  Zoogloea ramigera beschrieb. Duganella ist genetisch eng verwandt mit Bakterienarten aus den Gattungen Massilia, Janthinobacterium, Pseudoduganella und Telluria.
Im Dezember 2022 zählten über 15 Arten zu der Gattung. Die Arten Duganella ginssengisoli und D. violaceinigra wurden neu klassifiziert und zu der neu gebildeten Gattung Pseudoduganella gestellt. Duganella zählt zu der Familie Oxalobacteraceae der Proteobacteria.
Es folgt eine Liste von Beispielarten:
- Duganella alba corrig. Lu et al. 2020
- Duganella aquatilis Lu et al. 2020
- Duganella callida Raths et al. 2021
- Duganella dendranthematis Heo et al. 2022
- Duganella fentianensis Lu et al. 2020
- Duganella flavida Lu et al. 2020
- Duganella guangzhouensis Lu et al. 2020
- Duganella lactea Lu et al. 2020
- Duganella levis Lu et al. 2020
- Duganella margarita corrig. Lu et al. 2020
- Duganella phyllosphaerae Kämpfer et al. 2012
- Duganella qianjiadongensis Lu et al. 2020
- Duganella radicis Madhaiyan et al. 2013
- Duganella rivi corrig. Lu et al. 2020
- Duganella sacchari Madhaiyan et al. 2013
- Duganella vulcania Lu et al. 2022
- Duganella zoogloeoides Hiraishi et al. 1997

## Ökologie

### Vorkommen
Arten von Duganella kommen z. B. im Boden oder auf Pflanzen vor. Duganella phyllosphaerae wurde von einer Blattoberfläche vom Weißklee (Trifolium repens) isoliert. D. sacchari und D. radicis wurden beide aus der Rhizosphäre von Zuckerrohr isoliert. Der Fundort von D. callida war ein Maisfeld in North Carolina isoliert. Die Arten D. rivi, D. fentianensis und D. qianjiadongensis, D. alba, D. aquatilis, D. margarita, D. flavida und D. levis wurden aus subtropischen Flüssen in China isoliert. Duganella dendranthematis wurde von der Pflanzengattung Dendranthema isoliert.
Es sind einige kältetolerierende (psychrophile) Arten in der Gattung vorhanden. So wurde ein nicht näher bestimmter Stamm von Duganella in Lappland (Finnland) isoliert. In dieser Studie wurden mehrere Orte, wie Waldböden, Eis und Schnee untersucht. Mehrere Stämme von Duganella zeigten im Labor noch Wachstum bei 0 °C. Weiterhin tolerierten die in China isolierten Arten Duganella rivi, D. fentianensis und D. qianjiadongensis noch Temperaturen von 4 °C.

### Wirkung auf Pflanzen
Einige Duganella-Arten haben pflanzenwachstumsfördernde Eigenschaften und können Phosphor, Kalium und Zink in Böden lösen und somit für Pflanzen verfügbar machen. Mehrere Duganella-Stämme sind in der Lage, den pflanzenpathogenen Schlauchpilz Fusarium graminearum zu unterdrücken. Arten von Duganella können auch zum biogeochemischen Kreislauf im Boden von Selen (Se) beitragen und toxisches Selenit in ungiftiges Selen umwandeln. Die meisten Duganella-Arten produzieren Violacein, ein Bisindol. Violacein ist ein von Indol abgeleitetes natürliches violettes Pigment, das von verschiedenen Bakterienarten produziert wird und aufgrund seiner antibiotischen und krebshemmenden Eigenschaften kommerziell genutzt werden kann. Andere bekannte Arten, die Violacein bilden, sind z.b. Collimoas sp., Iodobacter sp. und Chromobacterium violaceum. Auch die mit Duganella nah verwandten Bakterien Janthinobacterium lividum und Massilia sp. bilden Violacein. Violacein wurde auch in Bezug auf möglichen Einsatz  gegen SARS-CoV-2 und HIV-1 untersucht. Die Versuchsergebnisse waren vielversprechend.

### Beeinflussung von Süßwasserpolypen
Duganella kann das Verhalten des Süßwasserpolypen Hydra beeinflussen. Moleküle die vom Bakterium produziert werden, wirken direkt auf die Nervenzellen der Polypen und beeinflussen das Fressverhalten. Diese Steuerung läuft in Zusammenarbeit mit den Bakterien Curvibacter und Undibacterium ab. Curvibacter blockierte hierbei den Mundöffnungsmechanismus, da es Glutamat produziert, das an Nervenzellen bindet und den Mundverschluss bewirkt Andere Bakterien, wie Undibacterium und Duganella, neutralisierten diesen Effekt, indem sie überschüssiges Glutamat abbauten. Diese Untersuchung zeigt, dass Signalstoffe des Mikrobioms direkt mit Nervenzellen interagieren und somit das Verhalten des Wirtes kontrollieren. Diese Wechselwirkung zwischen Mikroben und Nerven könnte evolutionär so alt sein wie die ersten Nervensysteme selbst.

### Genutzte Literatur
- Rachel Raths, Vincent Peta, Heike Bücking:  Duganella callida sp. nov., a novel addition to the Duganella genus, isolated from the soil of a cultivated maize field In:   Band 71, Ausgabe 1, 2020 doi:10.1099/ijsem.0.004599
- Bergey's Manual of Systematics of Archaea and Bacteria. 1. Auflage. Wiley, 2015, ISBN 978-1-118-96060-8, doi:10.1002/9781118960608.gbm00962 (wiley.com [abgerufen am 13. Januar 2025]).